# Weserstadion
Het Weserstadion is het stadion van SV Werder Bremen. Het heeft een capaciteit van 42.800 plaatsen.
Er worden ook diverse popconcerten gehouden. Onder andere sterren als Michael Jackson en Bon Jovi hebben hun optreden al eens in het stadion laten klinken.

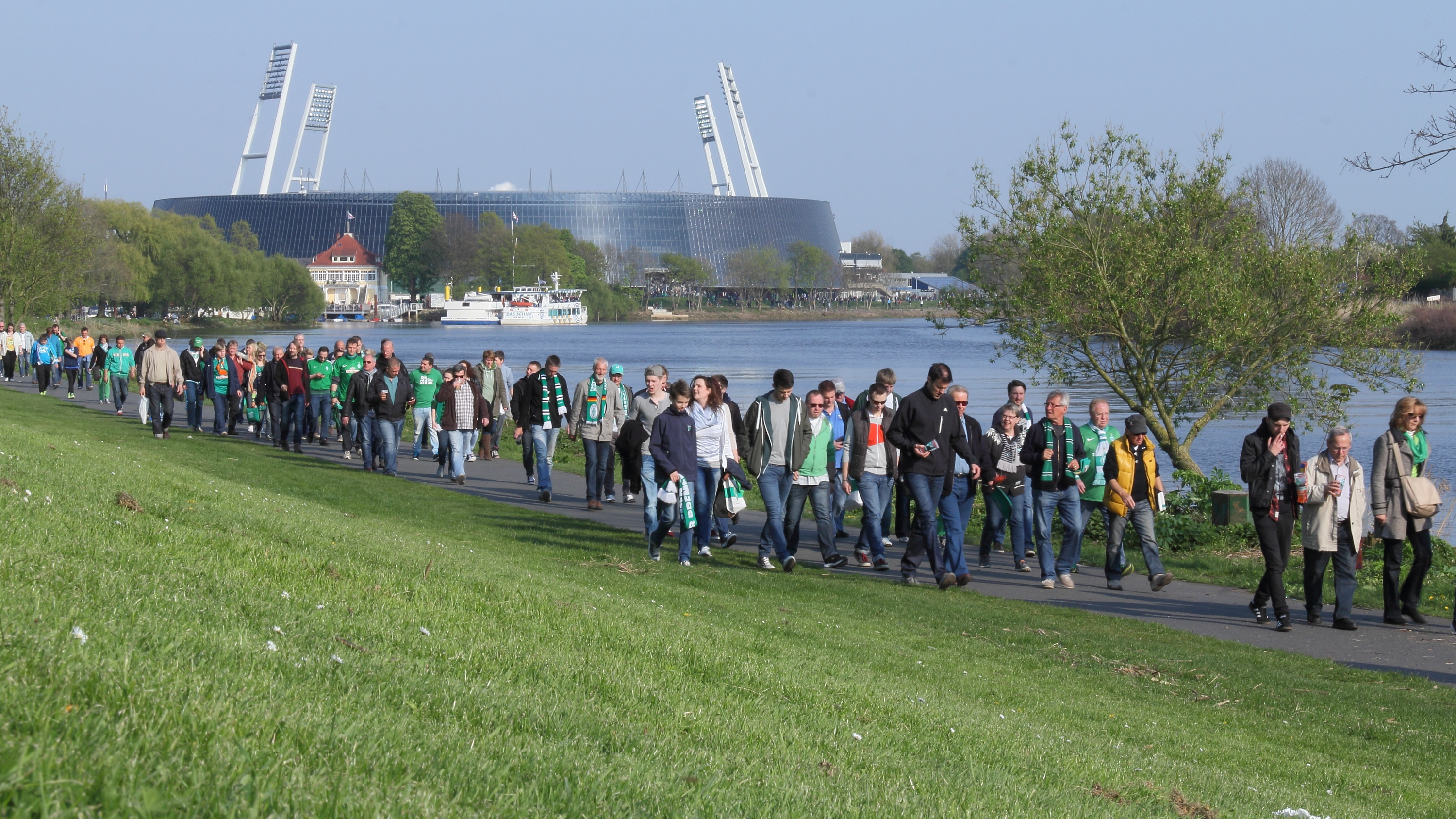
Weserstadion

Het Weserstadion dankt zijn naam aan de rivier de Wezer (Duits: Weser), die direct naast het stadion ligt. Het stadion heeft 67 vakken en vier lichtmasten van 61 meter hoog. In iedere mast zitten 59 lampen met een vermogen van 2000 watt per stuk. Het speelveld heeft een grootte van 105 bij 68 meter.

## Geschiedenis
Het stadion werd in 1909 gebouwd en in 1926 werd het verbouwd door ABTS 1891 Bremen. Het kostte de club zoveel geld dat ze drie jaar later failliet gingen, waarna Werder zijn intrek nam in het stadion. Ook Bremer SV speelde een tijdlang in het stadion.
In 2002 heeft men de atletiekbaan rondom het veld verwijderd. In 2004 werden er een gebouw aan het stadion gebouwd, hierin bevinden zich kantoren voor de club en een restaurant.
Het stadion is in 2008 helemaal aangepast. Er werden zonnepanelen geplaatst op het dak. De stadioncapaciteit zou verhoogd worden naar 50.000 toeschouwers, door de plaatsing van een derde ring. Door een tekort aan geld is de verhoging van de capaciteit echter nooit doorgegaan. Er is wel ruimte vrijgemaakt voor een eventuele derde ring.

## Interlands
Het Duits voetbalelftal speelde twaalf interlands in het Weserstadion.
| 1  | 23 mei 1939      | Duitsland – Ierland              | 1 – 1 | Oefeninterland  |
| 2  | 27 februari 1980 | West-Duitsland – Malta           | 8 – 0 | EK-kwalificatie |
| 3  | 21 mei 1981      | West-Duitsland – Ierland         | 3 – 0 | Oefeninterland  |
| 4  | 4 juni 1988      | West-Duitsland – Joegoslavië     | 1 – 1 | Oefeninterland  |
| 5  | 2 juni 1992      | Duitsland – Noord-Ierland        | 1 – 1 | Oefeninterland  |
| 6  | 30 april 1997    | Duitsland – Oekraïne             | 2 – 0 | WK-kwalificatie |
| 7  | 28 april 1999    | Duitsland – Schotland            | 0 – 1 | Oefeninterland  |
| 8  | 29 mei 2001      | Duitsland – Slowakije            | 2 – 0 | Oefeninterland  |
| 9  | 30 april 2003    | Duitsland – Servië en Montenegro | 1 – 0 | Oefeninterland  |
| 10 | 7 september 2005 | Duitsland – Zuid-Afrika          | 4 – 2 | Oefeninterland  |
| 11 | 29 februari 2012 | Duitsland – Frankrijk            | 1 – 2 | Oefeninterland  |
| 12 | 12 juni 2023     | Duitsland – Oekraïne             | 3 – 3 | Oefeninterland  |

Allianz Arena (FC Bayern München) ·
BayArena (Bayer Leverkusen) ·
Borussia-Park (Borussia Mönchengladbach) ·
Deutsche Bank Park (Eintracht Frankfurt) ·
Europa-Park Stadion (SC Freiburg) ·
Holstein-Stadion (Holstein Kiel) ·
Mewa Arena (1. FSV Mainz 05) ·
MHPArena (VfB Stuttgart) ·
Millerntor-Stadion (FC St. Pauli) ·
Red Bull Arena (Leipzig) (RB Leipzig) ·
Rhein-Neckar-Arena (TSG 1899 Hoffenheim) ·
Signal Iduna Park (Borussia Dortmund) ·
Alte Försterei (1. FC Union Berlin) ·
Volkswagen-Arena (VfL Wolfsburg) ·
Voith-Arena (1. FC Heidenheim 1846) ·
Vonovia Ruhrstadion (VfL Bochum) ·
Weserstadion (Werder Bremen) ·
WWK ARENA (FC Augsburg)
Donaustadion (SSV Ulm 1846) ·
Eintracht-Stadion (Eintracht Braunschweig) ·
Fritz-Walter-Stadion (1. FC Kaiserslautern) ·
Heinz-von-Heiden-Arena (Hannover 96) ·
Home Deluxe Arena (SC Paderborn 07) ·
Jahnstadion Regensburg (Jahn Regensburg) ·
Max-Morlock-Stadion (1. FC Nürnberg) ·
MDCC-Arena (1. FC Magdeburg) ·
Merkur Spiel-Arena (Fortuna Düsseldorf) ·
Olympiastadion (Hertha BSC) ·
Preußenstadion (SC Preußen Münster) ·
RheinEnergieStadion (1. FC Köln) ·
Sportpark Ronhof (SpVgg Greuther Fürth) ·
Stadion am Böllenfalltor (SV Darmstadt 98) ·
Ursapharm-Arena an der Kaiserlinde (SV Elversberg) ·
Veltins-Arena (Schalke 04) ·
Volksparkstadion (HSV) ·
Wildparkstadion (Karlsruher SC)
Audi-Sportpark (FC Ingolstadt 04) ·
Brita-Arena (SV Wehen Wiesbaden) ·
Carl-Benz-Stadion (SV Waldhof Mannheim) ·
DDV-Stadion (Dynamo Dresden) ·
Erzgebirgsstadion (FC Erzgebirge Aue) ·
Hardtwaldstadion (SV Sandhausen) ·
LEAG Energie Stadion (Energie Cottbus) ·
Ludwigsparkstadion (1. FC Saarbrücken) ·
Ostseestadion (Hansa Rostock) ·
SchücoArena (DSC Arminia Bielefeld) ·
Sportclub Arena (SC Verl) ·
Sportpark Höhenberg (FC Viktoria Köln 1904) ·
Sportpark Unterhaching (SpVgg Unterhaching) ·
Stadion an der Bremer Brücke (VfL Osnabrück) ·
Stadion an der Hafenstraße (Rot-Weiss Essen) ·
Stadion Rote Erde (Borussia Dortmund II) ·
Städtisches Stadion an der Grünwalder Straße (TSV 1860 München) ·
Tivoli (Alemannia Aachen) ·
WIRmachenDRUCK Arena (VfB Stuttgart II)